# Roberto Raschi
Roberto Raschi, né vers 1964, est un homme politique saint-marinais, capitaine-régent avec Giuseppe Arzilli du 1er octobre 2004 au 1er avril 2005.

## Biographie
Il fait partie du Parti socialiste saint-marinais.